# Erica berzelioides
Erica berzelioides är en ljungväxtart som beskrevs av Guthrie och Bolus. Erica berzelioides ingår i släktet klockljungssläktet, och familjen ljungväxter. Inga underarter finns listade i Catalogue of Life.